# Louisa Adamsová
Louisa Catherine Johnsonová Adamsová (12. února 1775 Londýn – 15. května 1852 Washington, D.C.) byla manželka 6. amerického prezidenta Johna Quincyho Adamse a v letech 1825 až 1829 první dáma USA. Byla také první v roli manželky prezidenta, která se nenarodila ve Spojených státech amerických.

## Život
Luisa byla druhou dcerou Angličanky Catherine Nuth a Američana Joshuy Johnsona, jehož starší bratr Thomas byl v roce 1777 zvolen prvním guvernérem státu Maryland.
Její otec podporoval americkou nezávislost, proto se roku 1778 po vypuknutí americké války za nezávislost celá rodina přestěhovala do Nantes. Ve Francii setrvali pět let. Louisa zde navštěvovala katolickou internátní školu a naučila se mluvit plynně francouzsky. Do Londýna se Johnsonovi vrátili v roce 1781.
Louisa, tehdy ještě Johnsonová, a John Quincy Adams se setkali poprvé v roce 1794 v Londýně. Adams byl americký diplomat a navštívil Louisina otce, který působil jako americký konzul ve Spojeném království. Devatenáctiletá Louisa ho zaujala a začal ji pravidelně navštěvovat. O tři roky později, 26. července 1979 se vzali v anglikánském kostele All Hallows-by-the-Tower nedaleko londýnského Toweru. Louisa Adamsová pocházela z vyšší a bohatší sociální vrstvy než její manžel.
V roce 1797 se Adams stal vyslancem USA v Prusku. Louisa jej následovala do Berlína, kde bydleli čtyři roky. Aktivně účastnila diplomatických jednání a byla oblíbená ve společnosti. Dokonce udržovala dobré vztahy s králem Fridrichem Vilémem a jeho manželkou Alžbětou. V dubnu roku 1801 se jí narodil první syn George Washington Adams. Po zvolení Thomase Jeffersona prezidentem byl John Quincy Adams z Pruska odvolán a pár se přestěhoval do Spojených států.
Louisa Adamsová navštívila Spojené státy poprvé v roce 1801, společně s manželem a tříměsíčním synem. Rodina pobývala střídavě v Bostonu, rodinné rezidenci v Quincy a ve Washingtonu. V roce 1803 se páru narodil druhý syn a v roce 1807 třetí.
V roce 1809 se společně se svým manželem a nejmladším synem přestěhovala do Petrohradu. Dva starší synové zůstali v péči manželových rodičů. V Rusku Louisa porodila dceru, která se ale dožila pouze jednoho roku. Když byl manžel v roce 1814 odvolán na mírová jednání do Gentu, byla Louisa nucena se v zimě vydat na nebezpečnou čtyřicetidenní cestu kočárem přes válkami zpustošenou Evropu do Francie a následně do Londýna, kde se s manželem setkala.
V Londýně Louisa a John Quincy Adams zůstali až do roku 1817, kdy se Adams stal ministrem zahraničí v kabinetu Jamese Monroea a bylo nutné se přestěhovat do Washingtonu.
V roce 1824 proběhly v USA prezidentské volby. John Quincy Adams se v nich střetnul s Andrewem Jancksonem. Louisa hrála významnou roli v organizaci prezidentské kampaně svého manžela. Z voleb nevzešel jasný vítěz, a tak Sněmovna reprezentantů hlasováním rozhodla, že se prezidentem stane Adams. Louisa se zhostila pozice první dámy, ale politika ji unavovala. Trpěla depresemi a k tomu se přidalo její chatrné zdraví. Mnohokrát se sama neúčastnila akcí, které pořádala. V prezidentských volbách roku 1828 Louisin manžel prohrál, ale nadále se účastnil politiky jako člen Sněmovny reprezentantů.
Při jednání v Kapitolu roku 1848 dostal John Quincy Adams mrtvici a dva dny nato zemřel. Louisa Adamsová zemřela 15. května 1852 a byla pohřbena v Quincy ke svému manželovi a jeho předkům.
Pár měl společně čtyři potomky:
- 1. George Washington Adams (12. 4. 1801 – 30. 4. 1829), právník, spáchal sebevraždu
- 2. John Adams II (4. 7. 1803 – 23. 10. 1834), pobočník prezidenta
- 3. Charles Francis Adams (18. 8. 1807 Boston – 21. 11. 1886 tamtéž), diplomat, velvyslanec ve Velké Británii a spisovatel
- 4. Louisa Catherine Adams (12. 8. 1811 Petrohrad – 15. 9. 1812 tamtéž), pohřbena na Smolenském luterském hřbitově na ostrově Děkabristů.[7]